# Verdrängung (Psychoanalyse)
Verdrängung bezeichnet in der psychoanalytischen Theorie einen Abwehrmechanismus, der innerseelische oder zwischenmenschliche Konflikte reguliert, indem tabuierte oder bedrohliche Sachverhalte oder Vorstellungen von der bewussten Wahrnehmung ferngehalten werden.
Verdrängung wird in der Psychoanalyse als ein gewöhnlicher, bei vielen Menschen auftretender Vorgang aufgefasst. Andere psychologische Schulen benutzen den Begriff mit abweichenden Definitionen und Erklärungen. In einigen Schulen spielt er keine Rolle.
Das Konzept der Verdrängung geht auf Sigmund Freud zurück und gilt als zentraler Bestandteil der psychoanalytischen Theorie.

## Abgrenzung zum Vergessen
Von der Verdrängung werden gewöhnliches Vergessen (Gedächtnis), willkürliches „Abschalten“ und verschiedene Formen der Hemmung (Lernpsychologie) unterschieden.
Auf die Existenz eines Verdrängungsphänomens könne nicht zwingend aus der Beobachtung unterschiedlicher Erinnerungsleistungen bezüglich negativer oder positiver Erfahrungen geschlossen werden. Zur Erklärung solcher Beobachtungen reiche es bereits aus, anzunehmen, dass angenehme Erinnerungen häufiger abgerufen werden und daher weniger stark einem Vergessensprozess unterliegen.
Das Vergessen sei ein inaktiver Prozess, der an Vorstellungsinhalten ablaufe, welche von der Person unbewusst als weniger relevant bewertet würden. Die Bewusstseinsinhalte „verblassten“ bei der weiteren Enkodierung. Sie würden abstrakter und bildeten gemeinsam mit anderen assoziierten Vorstellungen schließlich eine verschmolzene Erinnerungsspur, die nicht wieder in Einzelheiten aufgelöst werden könne. In der Lernpsychologie gelte die Fähigkeit, Einzelheiten zu vergessen und generalisierte Erinnerungsspuren zu bilden, als wichtige Voraussetzung für eine auch im Alter aktive Lernfähigkeit.
Die Verdrängung wird im Unterschied zum Vergessen als aktiver Prozess gesehen, der einen ständigen psychischen Aufwand erfordere, die so genannte Verdrängungsarbeit. Unter ihrer Wirkung konservierten sich die Vorstellungen. Sie gingen nicht in einen Bewusstseinsstrom der Erinnerung, eine generalisierte Erinnerungsspur, ein. Dies hemme und verfälsche die Aufnahmebereitschaft für neue Vorstellungs- und Bewusstseinsinhalte und behindere die Lernfähigkeit ganz allgemein.

## Psychodynamik
Der psychodynamische Aspekt der Verdrängung besagt, dass hierbei seelische Energie von den Objekten abgezogen werde, an die sie zuvor gebunden war. Insofern handele es sich bei der Verdrängung um einen regressiven Vorgang, bei dem die vorhandene Objektbesetzung aufgehoben werde. Die seelische Energie werde dabei ersatzweise an bestimmte psychologische „Komplexe“ oder an Erlebnisse früherer Entwicklungsstufen gebunden.
Die Verdrängung könne, so Jean Laplanche und Jean-Bertrand Pontalis in ihrem Vokabular der Psychoanalyse, „als ein universeller psychischer Vorgang betrachtet werden, insofern sie der Bildung des Unbewußten als einem vom übrigen Psychischen getrennten Gebiet zugrunde liegt.“

### Verdrängung bei Freud
In Freuds Auffassung der Struktur der Psyche kommt dem Begriff der Verdrängung eine fundamentale Bedeutung zu: Die Verdrängung konstituiere eine anfängliche Spaltung des Seelenlebens in die Bereiche des Bewusstseins und des Unbewussten. Jede spätere Verdrängung werde durch eine „Urverdrängung“ ermöglicht und bedingt, die als hypothetisches Postulat einen „Hauptbestandteil von Freuds Theorie der Verdrängung“ bildet: „Nach Freud kann eine Vorstellung nur verdrängt werden, wenn sie von bereits unbewußten Inhalten angezogen wird und gleichzeitig von einer höheren Instanz (etwa dem Ich oder dem Über-Ich) aus eine Aktion erfolgt.“
Die Triebenergie bleibe im Vorgang der Verdrängung erhalten und verbleibe beim nunmehr unbewusst gewordenen Inhalt. Sie wirke dort als (komplexhaft) anziehendes Moment im Gegenspiel zur abstoßenden, verdrängenden Tendenz des Bewusstseins. Die verdrängten Inhalte der Psyche werden von der Freud’schen Psychoanalyse meist als nicht kompatibel mit jenen Inhalten des Über-Ichs verstanden, die der Moralerziehung entstammen. Oftmals handele es sich bei den unter der Macht dieses „Zensors“ verdrängten Inhalten um Triebregungen des „Es“, die aufgrund der traumatisch wirkenden Moralerziehung von negativen Affekten begleitet seien: Ängsten, die aus der erzieherischen Bestrafung des Kindes resultieren.

#### Zur historischen Entwicklung des Freud’schen Konzepts
Freud klassifizierte 1895 in seinen Beiträgen der Studien über Hysterie eine Abwehrhysterie und einen hysterischen Mechanismus, welcher später von ihm verallgemeinert und zum Konzept der Verdrängung umgewandelt wurde. Den Begriff Verdrängung mag Freud dabei von seinem Lehrer Meynert bezogen haben, der ihn wiederum bei dem deutschen Psychologen Johann Friedrich Herbart (1824) zum ersten Mal gelesen haben könnte.
Die folgende illustrierte Darstellung entspricht der verbalen Beschreibung von Freud zur Abwehrhysterie, die unmittelbar vor der Entwicklung seines Konzepts von der Verdrängung gemacht wurde und zeigt seine ursprüngliche Vorstellung der Entstehung unbewusster Inhalte im Patienten.

Innerhalb des primären Bewusstseins würden durch assoziative Isolation sekundäre Bewusstseinsstrukturen entstehen, die neue Repräsentanzen, welche mit ihnen nicht vereinbar seien, abwehrten.
Man beachte den zeitlichen Ablauf: Die unvereinbare Repräsentanz werde nicht in jenem Moment abgewehrt, in dem sie an die Person herangetragen wird, sondern später. Die Repräsentanz müsse bereits im Bewusstsein befindlich sein, wenn sich eine Abwehr (schwarzer Pfeil) gegen sie aufbaue.
Die unvereinbare Repräsentanz werde daher ihrerseits isoliert und dem Bewusstsein entzogen (rote Abgrenzung). Da sie aber nicht in die bereits bestehende sekundäre Struktur integriert werden könne, existiere sie eigenständig im Unbewussten weiter und bilde so überhaupt das Unbewusste. Sie hinterlasse oft nur eine kaum merkliche Spur im primären Bewusstsein.
Werde die unvereinbare Repräsentanz von Seiten der Außenwelt angesprochen – was meist über eine aktivierende Assoziation erfolge, da die unvereinbare Repräsentanz ja nicht bewusst sei (gestrichelte dünne Linien) – so bilde sich sofort erneut Abwehr aus, die von der sekundären Bewusstseinsstruktur ausgehe und sich sowohl gegen die aktivierende Assoziation sowie gegen die Außenwelt richte. Die beiden durchgehenden schwarzen Pfeile zeigen die Abwehr an.
Die Abwehr sei dabei vielseitig und geschickt, weise jedoch immer die Merkmale des sekundären Bewusstseins auf. Darum sei auch die Abwehr oft nicht logisch korrekt, sondern unplausibel oder unverhältnismäßig. Sie verrate damit, dass sie eine Abwehr sei, und somit auch, dass sie gegen etwas gerichtet sei – eben gegen das Bewusstwerden der unvereinbaren Repräsentanz.
Daraus schlussfolgerte Freud, dass das vermeintliche Nichtwissen des Hysterikers eigentlich ein automatisches Nichtwissenwollen sei, keinesfalls jedoch ein echtes Nichtwissen. Freud beschrieb diesen Vorgang als einen „Kampf zwischen verschiedenen Motiven“. In einer Person würden sich unbewusste Abwägungen abspielen, welche letztendlich zugunsten einer Seite hin entschieden würden. In ungünstigeren, meist aber gegebenen, Fällen gehe das sekundäre Bewusstsein einen Kompromiss ein, der es ihm erlaube, die unvereinbare Repräsentanz trotz gewisser Zugeständnisse an die Außenwelt unbewusst zu lassen. Dann nämlich werde die Wahrnehmung selbst in den Dienst des sekundären Bewusstseins gestellt. (In einer anderen Theorie, nämlich in der kognitivistischen Schule wird heute ein vergleichbarer Vorgang als kognitive Dissonanzreduktion bezeichnet, allerdings theoretisch anders untermauert.)
Die Therapie schließlich könne sich zunächst mit Drängen und Appellen über das primäre Bewusstsein der unvereinbaren (und in diesem Moment ja unbewussten) Repräsentanz nähern, in der Hoffnung, der Patient könne unter psychischem Druck die Abwehr überwinden. Die Abwehr richtet sich, so Freuds Ansicht, deshalb sehr heftig gegen den Therapeuten, der mitunter als feindlich empfunden werde.
Der psychische Druck ist hier blau dargestellt. Er wird durch Drängen und verschiedene argumentative Kunstgriffe aufgebaut und zielt darauf ab, dass er vom Patienten nur vermindert werden könne, wenn der Patient seine Abwehr fallen lasse und die unvereinbare Repräsentanz äußere. Außer dem Drängen gebe es noch die Möglichkeit, taktil verstärkte Suggestionen zu erteilen und deren Wirkung mit dem Patienten gemeinsam zu besprechen, damit die Resultate später verfügbar seien.
Wichtig dabei sei, dass der Patient nicht zur Entwicklung von hypothetischen Vorstellungen gedrängt werde, die er sich schnell zurechtlege, rationalisiere oder erlüge. Selbst wenn der Therapeut eine Ahnung davon habe, um welche unvereinbare Repräsentanz es sich handeln könne, müsse er streng darauf achten, dass sie vom Patienten erstmals geäußert werde, da nur dann abgesichert sei, dass er keinem Irrtum unterliege.
Das Konzept der Abwehrhysterie enthielt historisch erstmals eine theoretisch und erfahrungsgeleitet ausgearbeitete Annahme unbewusster Repräsentanzen. Es ist jedoch noch einmal hervorzuheben, dass das hysterisierende Vergessen von Erinnerungen an tatsächliche, traumatisierende Ereignisse nur eine vorläufige Arbeitshypothese Freuds aus dem Jahr 1896 darstellte, die er spätestens 1905 im Rahmen der Erstveröffentlichung seiner Drei Abhandlungen zur Sexualtheorie durch das Konzept des Ödipuskomplexes ersetzt hatte. Erste Ansätze dazu finden sich allerdings bereits in einem Brief Freuds an Wilhelm Fließ aus dem Jahre 1897, in dem auch der Begriff „Ödipuskomplex“ erstmals auftaucht.
Freilich löste aber auch die Einführung des Ödipuskomplexes das Problem nicht vollständig. Erst die Begriffe Es, Ich und Überich, die Freud in den Jahren 1920–23 entwickelte, seien vollständig dazu in der Lage gewesen, die Unstimmigkeiten, die im Zusammenhang mit Freuds Verführungstheorie aufgetaucht seien und diese mit der Wirklichkeit unvereinbar gemacht hätten, zu erklären.
1915 widmete Freud eine Arbeit dem Verdrängungskonzept (Die Verdrängung G.W., X). Er unterschied nunmehr drei Phasen:
- Die Urverdrängung, die den Trieb kernhaft auf unbewusste Inhalte fixiere und die Basis für spätere Verdrängungsleistungen abgebe,
- die eigentliche Verdrängung (auch: „Nachdrängen“), die sich jeweils immer wieder ereigne und die ohne den vorgenannten, den Trieb auf sich zentrierenden, Kern nicht denkbar sei, sowie
- die Wiederkehr des Verdrängten, als Ausdruck der Tendenz des Verdrängten, sich in Form von Symptomen, Träumen oder Fehlleistungen wieder geltend zu machen.

## Kritik
Eine Zusammenfassung kam 1962 zu dem Schluss, dass experimentelle Studien, die „während des letzten Jahrzehnts durchgeführt wurden“, den Begriff Repression weitgehend aufgegeben und stattdessen das Phänomen als Wahrnehmungsabwehr bezeichnet haben. Diese Änderung der Terminologie hätte einen großen Einfluss auf das Verständnis des Phänomens gehabt. So hätten Psychoanalytiker, die frühere Studien zur Repression angegriffen hatten, nun Studien zur Wahrnehmungsabwehr nicht in ähnlicher Weise kritisiert, sondern sie einfach vernachlässigt. Psychologen seien in ihrer Ansicht über Repression gespalten blieben, einige hielten sie für etabliert, andere brauchten weitere Beweise, um sie zu stützen, und wieder andere hielten sie für unhaltbar.
Seit den 1990ern wurde vielfach darauf hingewiesen, dass Therapeuten bzw. auch Medien (z. B. Selbsthilfebücher wie The Courage to Heal von Bass & Davis) selbst an der Entstehung von Pseudoerinnerungen beteiligt sein könnten, die dann als „verdrängte Erlebnisse“ uminterpretiert würden. Eine Folge dieser Erkenntnisse war die Gründung der False Memory Syndrome Foundation.
In Bezug auf psychische Störungen lassen sich beide Standpunkte wiederfinden. Zum Teil wird eine stattfindende Verdrängung als Mechanismus für manche Störungen angenommen (z. B. die dissoziativen Störungen). Gegen das Verdrängen von negativen Erfahrungen würden wiederum andere Störungen sprechen, wie die Posttraumatische Belastungsstörung, bei welcher aktuelle Schwierigkeiten gerade aus dem Nicht-Vergessen-Können von Erlebtem resultieren. Crombag & Merckelbach (1997) vertreten die Auffassung, dass man z. B. (sexuellen) Missbrauch nicht vergesse.
Wegen der hohen Komplexität und bisweilen vagen Begrifflichkeit des Konzepts waren lange Zeit nur wenig Möglichkeiten bekannt geworden, wie Repression mit der empirischen Forschung überhaupt getestet werden könnte.
In der Gedächtnispsychologie wurde in den 2000er Jahren das Konzept äußerst kontrovers diskutiert, und es mehrten sich die Zweifel daran, ob Verdrängung überhaupt existiere.

## Empirische Forschung
Es gibt empirische Forschung zur aktiven Vermeidung von Erinnerungen. Bei diesen Forschungsergebnissen wäre allerdings zu bedenken, dass die Psychoanalyse gemeinhin davon ausgeht, dass Verdrängung als Abwehrmechanismus nicht aktiv herbeigeführt werden kann, sondern unbewusst den Menschen gleichsam passiert, wie Anna Freud in ihrem Buch Das Ich und die Abwehrmechanismen darlegte.